# Domezain-Berraute
Domezain-Berraute é uma comuna francesa na região administrativa da Nova Aquitânia, no departamento dos Pirenéus Atlânticos. Estende-se por uma área de 21,52 km². Em 2010 a comuna tinha 504 habitantes (densidade: 23,4 hab./km²).